# Final da Copa do Brasil de Futebol de 2012
A final da Copa do Brasil de Futebol de 2012 foi a 24ª final dessa competição brasileira de futebol organizada pela Confederação Brasileira de Futebol (CBF). Foi decidida por Palmeiras e Coritiba em duas partidas e teve a equipe paulista como vencedora.
O primeiro duelo ocorreu em 5 de julho, na Arena Barueri, em Barueri, com triunfo palmeirense por 2–0. Já o segundo confronto aconteceu em 11 de julho, no Estádio Couto Pereira, em Curitiba, pelo segundo ano consecutivo, e terminou num empate em 1–1. No resultado agregado, o Palmeiras venceu por 3–1, conquistando seu segundo título na competição.
Com o resultado, o Palmeiras se classificou para a Libertadores da América de 2013, e também se tornou o maior campeão nacional com dez títulos.

## Mando de campo

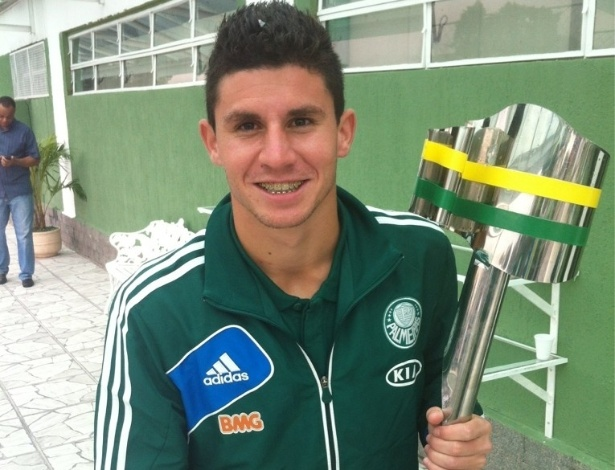
João Denoni exibe a taça de campeão da Copa do Brasil de 2012

Em relação à definição do mando de campo do primeiro e segundo jogo, o regulamento da Copa do Brasil prevê a ordem de prioridades entre os campeonatos estaduais e o Ranking Histórico da CBF nas primeiras e segundas fases. A partir das oitavas-de-final, a CBF faz sorteios para determinar a ordem dos jogos.
No caso desta final, o sorteio foi realizado em 25 de junho na sede da CBF para a definição do mando de campo.

## Caminho até a final
| Palmeiras           | Palmeiras | Palmeiras          | Fase             | Coritiba    | Coritiba  | Coritiba           |
| Adversário          | Resultado | Jogos              | Fase             | Adversário  | Resultado | Jogos              |
| ------------------- | --------- | ------------------ | ---------------- | ----------- | --------- | ------------------ |
| Coruripe            | 4 – 0     | 1–0 fora; 3–0 casa | Primeira fase    | Nacional-AM | 2 – 0     | 0–0 fora; 2–0 casa |
| Horizonte           | 3 – 1     | 3–1 fora           | Segunda fase     | ASA         | 3 – 1     | 0–1 fora; 3–0 casa |
| Paraná              | 6 – 1     | 2–1 fora; 4–0 casa | Oitavas de final | Paysandu    | 5 – 1     | 4–1 casa; 1–0 fora |
| Atlético Paranaense | 4 – 2     | 2–2 fora; 2–0 casa | Quartas de final | Vitória     | 4 – 1     | 0–0 fora; 4–1 casa |
| Grêmio              | 3 – 1     | 2–0 fora; 1–1 casa | Semifinal        | São Paulo   | 2 – 1     | 0–1 fora; 2–0 casa |

## Jogo de ida
| 5 de julho    | Palmeiras                                | 2 – 0          | Coritiba | Arena Barueri, Barueri                                         |
| 21:50 (UTC-3) | Valdivia 45+3' (pen) · Thiago Heleno 64' | Súmula Borderô |          | Público: 28 557 Árbitro: GO Wilton Pereira Sampaio (asp. FIFA) |

| Palmeiras | Coritiba |

| G                   | 1  | Bruno           |          |     |
| LD                  | 14 | Artur           |          |     |
| Z                   | 15 | Maurício Ramos  |          |     |
| Z                   | 4  | Thiago Heleno   |          |     |
| LE                  | 6  | Juninho         |          |     |
| V                   | 8  | Márcio Araújo   | 53'      |     |
| V                   | 20 | Marcos Assunção |          |     |
| M                   | 16 | João Vitor      |          |     |
| M                   | 10 | Jorge Valdivia  | 50', 70' |     |
| A                   | 17 | Mazinho         |          | 81' |
| A                   | 33 | Betinho         |          |     |
| Substituições:      |    |                 |          |     |
| A                   | 7  | Maikon Leite    |          | 81' |
| Treinador:          |    |                 |          |     |
| Luiz Felipe Scolari |    |                 |          |     |

| G                | 1  | Vanderlei       |       |     |
| LD               | 2  | Jonas           | 45+1' |     |
| Z                | 4  | Pereira         |       |     |
| Z                | 3  | Emerson         | 51'   |     |
| LE               | 6  | Lucas Mendes    |       |     |
| V                | 5  | Willian Farias  |       |     |
| V                | 8  | Júnior Urso     | 40'   | 74' |
| M                | 7  | Rafinha         |       |     |
| M                | 11 | Gil             |       | 68' |
| M                | 10 | Éverton Ribeiro |       | 56' |
| A                | 9  | Éverton Costa   |       |     |
| Substituições:   |    |                 |       |     |
| M                | 17 | Lincoln         |       | 56' |
| A                | 18 | Anderson Aquino |       | 68' |
| M                | 15 | Tcheco          | 88'   | 74' |
| Treinador:       |    |                 |       |     |
| Marcelo Oliveira |    |                 |       |     |

| Bandeirinhas: BA Alessandro Rocha Matos GO Fabricio Vilarinho da Silva Quarto árbitro: GO Elmo Alves Resende Cunha |

## Jogo de volta
| 11 de julho   | Coritiba   | 1 – 1          | Palmeiras   | Estádio Couto Pereira, Curitiba                 |
| 21:50 (UTC-3) | Ayrton 61' | Súmula Borderô | Betinho 65' | Público: 31 382 Árbitro: PE Sandro Ricci (FIFA) |

| Coritiba | Palmeiras |

| G                | 1  | Vanderlei       |            |     |
| LD               | 2  | Jonas           |            | 46' |
| Z                | 4  | Pereira         | 88', 90+1' |     |
| Z                | 3  | Demerson        |            |     |
| LE               | 6  | Lucas Mendes    |            |     |
| V                | 5  | Willian Farias  |            |     |
| V                | 8  | Sérgio Manoel   |            | 59' |
| M                | 7  | Rafinha         | 9'         |     |
| M                | 10 | Éverton Ribeiro |            |     |
| A                | 11 | Roberto         |            | 66' |
| A                | 9  | Éverton Costa   |            |     |
| Substituições:   |    |                 |            |     |
| LD               | 13 | Ayrton          |            | 46' |
| M                | 17 | Lincoln         | 75'        | 59' |
| A                | 18 | Anderson Aquino |            | 66' |
| Treinador:       |    |                 |            |     |
| Marcelo Oliveira |    |                 |            |     |

| G                   | 1  | Bruno           |     |     |
| LD                  | 14 | Artur           | 59' |     |
| Z                   | 15 | Maurício Ramos  |     |     |
| Z                   | 4  | Thiago Heleno   |     | 37' |
| LE                  | 6  | Juninho         | 4'  |     |
| V                   | 3  | Henrique        | 70' |     |
| V                   | 20 | Marcos Assunção | 63' |     |
| M                   | 16 | João Vitor      | 17' | 71' |
| M                   | 19 | Daniel Carvalho |     | 56' |
| A                   | 17 | Mazinho         |     |     |
| A                   | 33 | Betinho         |     |     |
| Substituições:      |    |                 |     |     |
| Z                   | 13 | Leandro Amaro   |     | 37' |
| A                   | 11 | Luan            |     | 56' |
| V                   | 8  | Márcio Araújo   |     | 71' |
| Treinador:          |    |                 |     |     |
| Luiz Felipe Scolari |    |                 |     |     |

| Bandeirinhas: SC Carlos Berkenbrock BA Alessandro Rocha Matos Quarto árbitro: PE Nielson Nogueira Dias |

## Premiação
| Copa do Brasil de 2012        |
| São Paulo                     |
| ----------------------------- |
| PALMEIRAS Campeão (2º título) |